# Wildschweinlaus
Die Wildschweinlaus (Haematopinus apri) ist eine in Eurasien vorkommende Art der Tierläuse, die Wildschweine befällt. In Deutschland wurde sie erstmals 1942 nachgewiesen. Sie ähnelt morphologisch und phylogenetisch der Schweinelaus, ist aber etwas blasser, hat relativ kürzere Beine und kleinere Paratergiten. Die Art ist mittlerweile der häufigste Wildschweinparasit, die Schadwirkung aber gering. Die Wildschweinlaus kann aber als Vektor für das Virus der Afrikanischen und Klassischen Schweinepest, das Virus der Schweinepocken und für Anaplasmen dienen. Das Genom der Mitochondrien besteht aus neun ringförmigen Minichromosomen mit einer Größe von je 2,9 bis 4,2 kb, die 2 bis 8 Gene und eine nichtkodierende Region enthalten.